# AstroSat-2
AstroSat-2 — є другим в Індії спеціалізованим мультихвильовим каналом космічний телескоп, запропонований Індійською організацією космічних досліджень (ISRO), як наступника нинішньої обсерваторії Astrosat-1, яка має п'ятирічний термін експлуатації до 2020 року.
У лютому 2018 року ISRO опублікувала «Оголошення про можливості», запрошуючи індійських вчених подавати пропозиції щодо ідей та розробки інструментів для астрономії та астрофізики.